# Melvine Malard
Melvine Marie Ericka Malard (Saint-Denis, 28 giugno 2000) è una calciatrice francese, attaccante del Manchester United e della nazionale francese.

## Carriera

### Club
Malard nasce e cresce con la famiglia a Saint-Denis, maggiore centro abitato e capoluogo del dipartimento e regione d'oltremare francese della Riunione, nell'oceano Indiano, appassionandosi allo sport a approcciandosi a più d'una disciplina tra le quali karate, pugilato, pallamano e calcio, decidendo infine di abbandonare i primi per dedicarsi completamente a quest'ultimo.
Si tessera quindi con il suo primo club, l'Association Sportive de la Bretagne, dove ha iniziato a giocare all'età di sette anni per trasferirsi due anni più tardi al Saint-Denis FC. Qui, a livello giovanile, si mette particolarmente in luce, unica ragazza a giocare in una squadra di maschi, diventandone anche capitano, attirando su di se l'interesse degli osservatori dell'Olympique Lione.
Grazie al suo talento nel 2014 si trasferisce in Francia, accettata nel centro di formazione giovanile del club con sede a Lione. Solo un anno più tardi viene inserita nella rosa della squadra che disputa il Championnat National Féminin U19, formazione nella quale gioca per 4 stagioni sfiorando più volte la conquista del titolo nazionale di categoria.
Nel frattempo nell'estate del 2017 firma con il club il suo primo contratto da professionista, e pur giocando prevalentemente in Under-19 nella stagione 2017-2018 viene anche aggregata alla prima squadra allenata da Reynald Pedros, facendo il suo debutto in UEFA Women's Champions League l'8 novembre 2017, in occasione dell'andata degli ottavi di finale dell'edizione 2017-2018, rilevando Camille Abily al 77' dell'incontro vinto in trasferta per 7-0 sul BIIK Kazygurt.
Tuttavia Malard in prima squadra trova poco spazio e anche nella successiva stagione Pedros la utilizza saltuariamente. Il suo debutto in Division 1 Féminine avviene il 27 ottobre 2018, all'8ª giornata di campionato, entrando al 72' al posto di Delphine Cascarino nell'incontro vinto 5-0 in trasferta sul Metz, marcando solo un'altra presenza in D1, una, da titolare, nella semifinale di Coppa di Francia vinta 1-0 con il Grenoble, allora formazione di Division 2, e una in Champions League, ancora per pochi minuti, con l'Avaldsnes.
Il 15 settembre 2023, Malard passa in prestito per una stagione al Manchester United, nella Women's Super League.

## Statistiche

### Presenze e reti nei club
Statistiche aggiornate al 30 maggio 2025.
| Stagione                 | Squadra                  | Campionato               | Campionato | Campionato | Coppe nazionali | Coppe nazionali | Coppe nazionali | Coppe continentali | Coppe continentali | Coppe continentali | Altre coppe | Altre coppe | Altre coppe | Totale | Totale |
| Stagione                 | Squadra                  | Comp                     | Pres       | Reti       | Comp            | Pres            | Reti            | Comp               | Pres               | Reti               | Comp        | Pres        | Reti        | Pres   | Reti   |
| ------------------------ | ------------------------ | ------------------------ | ---------- | ---------- | --------------- | --------------- | --------------- | ------------------ | ------------------ | ------------------ | ----------- | ----------- | ----------- | ------ | ------ |
| 2017-2018                | Olympique Lione          | D1                       | 0          | 0          | CF              | -               | -               | UWCL               | 1                  | 0                  | -           | -           | -           | 1      | 0      |
| 2018-2019                | Olympique Lione          | D1                       | 2          | 0          | CF              | 1               | 0               | UWCL               | 1                  | 0                  | -           | -           | -           | 4      | 0      |
| 2019-2020                | Fleury                   | D1                       | 10         | 3          | CF              | 1               | 0               |                    | -                  | -                  |             | -           | -           | 11     | 3      |
| 2020-2021                | Olympique Lione          | D1                       | 20         | 3          | CF              | 0               | 0               | UWCL               | 6                  | 4                  | SF          | -           | -           | 26     | 7      |
| 2021-2022                | Olympique Lione          | D1                       | 20         | 13         | CF              | 2               | 0               | UWCL               | 13                 | 4                  | -           | -           | -           | 35     | 17     |
| 2022-2023                | Olympique Lione          | D1                       | 16         | 3          | CF              | 1               | 0               | UWCL               | 8                  | 4                  | SF          | 1           | 0           | 26     | 7      |
| Totale Olympique Lione   | Totale Olympique Lione   | Totale Olympique Lione   | 58         | 19         | -               | 5               | 0               | -                  | 29                 | 12                 | -           | 1           | 0           | 92     | 31     |
| 2023-2024                | Manchester United        | WSL                      | 19         | 5          | CI              | 5               | 1               | UWCL               | 2                  | 1                  | CL          | 3           | 0           | 29     | 7      |
| 2024-2025                | Manchester United        | WSL                      | 17         | 4          | CI              | 5               | 1               | -                  | -                  | -                  | CL          | 4           | 1           | 26     | 6      |
| Totale Manchester United | Totale Manchester United | Totale Manchester United | 36         | 9          | -               | 10              | 1               | -                  | 2                  | 1                  | -           | 7           | 1           | 55     | 13     |
| Totale carriera          | Totale carriera          | Totale carriera          | 104        | 31         | -               | 15              | 2               | -                  | 31                 | 13                 | -           | 8           | 1           | 158    | 47     |

## Palmarès

### Club

#### Competizioni nazionali
- Campionato francese: 4

Olympique Lione: 2017-2018, 2018-2019, 2021-2022, 2022-2023
- Coppa di Francia: 2

Olympique Lione: 2018-2019, 2022-2023
- Supercoppa francese: 2

Olympique Lione: 2022, 2023

#### Competizioni internazionali
- UEFA Women's Champions League: 3

Olympique Lione: 2017-2018, 2018-2019, 2021-2022

### Nazionale
- Campionato d'Europa under 19: 1

2019

### Individuale
- Capocannoniere del campionato d'Europa Under-19: 1

2019 (4 reti)